# Myrmarachne paivae
Myrmarachne paivae este o specie de păianjeni din genul Myrmarachne, familia Salticidae, descrisă de Narayan, 1915. Conform Catalogue of Life specia Myrmarachne paivae nu are subspecii cunoscute.